# Carlos Mário Costa Bica
Pour les articles homonymes, voir Bica.
Carlos Mário Costa Bica, né le 6 mars 1958, est un pilote de rallyes portugais.

## Biographie
Sa carrière en compétition automobile s'étale de 1980 à 1991.
Après une conduite sur Ford Escort RS jusqu'en 1985, le reste de son activité se dispute sur des véhicules de la marque Lancia. Fernando Prata est son principal navigateur, antérieurement à 1985 puis de 1987 jusqu'à son arrêt.
Il est le premier pilote de son pays à obtenir 4 fois consécutivement le titre national des pilotes de rallyes, entre 1988 et 1991. Seul Armindo Araújo l'a rejoint à ce stade de carrière nationale, durant les années 2000.
En WRC, il termine second de son rallye national en 1986 (année de l'accident de Joaquim Santos, alors que Joaquim Moutinho da Silva Santos remporte l'épreuve), associé à Cândido Júnior sur Lancia Rally 037. En 9 participations (dont 7 avec le team privé de Duriforte Construçoes) il s'y classe aussi 6 fois dans les 10 premiers.

## Palmarès

### Titres
- Quadruple Champion du Portugal des rallyes, en 1988, 1989, 1990, et 1991, le tout avec F. Prata sur Lancia Delta, HF 4WD puis Integrale 16v.

### 3 victoires en ERC (portugaises)
- Tour Galp du Portugal: 1989 et 1991;
- Rallye d'Algarve: 1991;

### 18 victoires en championnat du Portugal
- Rallye de Madère : 1986 (5e au général) et 1990 (4e au général);
- Rallye de Porto: 1988 et 1989;
- Rallye Route du Soleil: 1988;
- Rallye des Açores: 1988, 1989, 1990 et 1991;
- Rallye du Portugal: 1989 (6e au général), 1990 (5e au général), et 1991 (10e au général);
- Tour du Portugal: 1989 et 1991;
- Rallye de Tâmega: 1990;
- Rallye de Figueira da Foz: 1991;
- Rallye du Football-Club de Porto: 1991;
- Rallye d'Algarve: 1991.